# Міністр кабінету міністрів
Міністр кабінету міністрів — посада в українському уряді, в Кабінеті Міністрів України.